# Gmina Slovenska Bistrica
Slovenska Bistrica – gmina w Słowenii. W 2006 roku liczyła 6500 mieszkańców. Ośrodek przemysłu spożywczego.

## Miejscowości
Miejscowości wchodzące w skład gminy Slovenska Bistrica:

- Bojtina,
- Brezje pri Slovenski Bistrici,
- Bukovec,
- Cezlak,
- Cigonca,
- Devina,
- Dolgi Vrh,
- Drumlažno,
- Črešnjevec,
- Farovec,
- Fošt,
- Frajhajm,
- Gabernik,
- Gaj,
- Gladomes,
- Hošnica,
- Ješovec,
- Jurišna vas,
- Kalše,
- Kebelj,
- Klopce,
- Kočno ob Ložnici,
- Kočno pri Polskavi,
- Korplje,
- Kostanjevec,
- Kot na Pohorju,
- Kovača vas,
- Križni Vrh,
- Laporje,
- Leskovec,
- Levič,
- Lokanja vas,
- Lukanja,
- Malo Tinje,
- Modrič,
- Nadgrad,
- Ogljenšak,
- Ošelj,
- Planina pod Šumikom,
- Podgrad na Pohorju,
- Pokoše,
- Pragersko,
- Preloge,
- Prepuž,
- Pretrež,
- Razgor pri Žabljeku,
- Rep,
- Ritoznoj,
- Sele pri Polskavi,
- Sevec,
- Slovenska Bistrica – siedziba gminy,
- Smrečno,
- Spodnja Ložnica,
- Spodnja Nova vas,
- Spodnja Polskava,
- Spodnje Prebukovje,
- Stari Log,
- Šentovec,
- Tinjska Gora,
- Trnovec pri Slovenski Bistrici,
- Turiška vas na Pohorju,
- Urh,
- Veliko Tinje,
- Videž,
- Vinarje,
- Visole,
- Vrhloga,
- Vrhole pri Laporju,
- Vrhole pri Slovenskih Konjicah,
- Zgornja Bistrica,
- Zgornja Brežnica,
- Zgornja Ložnica,
- Zgornja Nova vas,
- Zgornja Polskava,
- Zgornje Prebukovje,
- Šmartno na Pohorju,
- Žabljek.